# Bakk Miklós
Bakk Miklós (Székelyhíd, 1952. június 14. –) erdélyi magyar mérnök, politológus, szerkesztő, egyetemi oktató.

## Életpályája
Kézdivásárhelyen érettségizett 1971-ben. 1976-ban villamosmérnöki (számítógépszakos) diplomát szerzett a Temesvári Műszaki Egyetemen. 2006-tól a filozófiai tudományok doktora (disszertáció védése: BBTE, 2006. január, magna cum laude).
1976–1979 között a rozsnyói szerszámgyárban, majd 1979–1981-ben Sepsiszentgyörgyön rendszerelemző az IMASA Gépgyárban. 1981–1991 között a Temesvári Területi Számítóközpont lugosi kirendeltségének rendszerelemzője és -tervezője volt. 1991 és 2003 között szerkesztőségekben dolgozott: A Hét (1991–1999), Krónika (1999–2003), ez utóbbinál 2001-től főszerkesztő volt.
2001-től oktatói tevékenységet is folytat. 2001–2003-ban óraadó tanár a BBTE Politikatudományi Tanszékén, 2003-tól egyetemi adjunktus ugyanott, 2008 februárjától pedig egyetemi docens. 2016-tól egyetemi docens a Sapientia Erdélyi Magyar Tudományegyetem kolozsvári karán. Közben 2004–2012 között tagozatvezető volt a BBTE Politikatudományi Tanszéke magyar tagozatán.

## Munkássága
Kutatási területei: regionalizmus, etnoregionalizmus, kisebbségpolitika, kisebbségi pártok, politikaelmélet. Több könyv szerzője. Mintegy száz tanulmányt, szakcikket közölt.

### Kötetei
- The Democratic Alliance of Hungarians in Romania. Teleki László Alapítvány, Occasional Papers sorozat, Budapest, 1998
- Lassú valóság. Ambrózia Kiadó, Kézdivásárhely. 2002
- Szereppróba. Elitek, szerepek, peremlét; tanulmányok, Diaszpóra Könyvek, Temesvár, 2002. (társszerzők: Albert Ferenc, Bodó Barna, Gazda Árpád)
- Státusdiskurzus. Esszék és tanulmányok. Diaszpóra Könyvek, Marineasa Kiadó, Temesvár, 2003 (társszerző: Bodó Barna)
- Választási rendszerek. Egyetemi jegyzet. Presa Universitară Clujeană, Cluj-Napoca/Kolozsvár, 2007. pp. 140.
- Politikai közösség és identitás. Komp-Press Kiadó, Kolozsvár, 2008
- Comentarii la Constituţia României. Editura Polirom, Iaşi, 2010 (társszerzők: Gabriel Andreescu, Lucian Bojin, Valentin Constantin)
- Regionalism asimetric şi administraţie publică. Studii de atelier. Cercetarea minorităţilor naţionale din România, nr. 54. ISPMN, Cluj-Napoca, 2014
- Bevezetés a politikatudományba, Scientia Kiadó, Kolozsvár, 2023. ISBN 9786069750766

### Oktatott tárgyak
- Választási rendszerek – nyomtatott jegyzet alapján
- Románia politikai rendszere – elektronikus jegyzet alapján
- Demokráciaelmélet (kurzus) – elektronikus jegyzet alapján
- Bevezetés a politikai kommunikációba – elektronikus jegyzet alapján
- Regionalizmus
- Politikai ideológiák – elektronikus jegyzet alapján
- Geopolitika – elektronikus jegyzet alapján
- Nemzetpolitika – elektronikus jegyzet alapján

### Tagság szakmai szervezetekben
- Szórvány Alapítvány Temesvár – tag
- POLITEIA – Romániai Magyar Politikatudományi Egyesület, Kolozsvár – tag, 2015-től az Egyesület elnöke
- Erdélyi Múzeum-Egyesület – tag
- Magyar Politikatudományi Társaság (MPTT) – tag
- Székelyföldi Regionális Tudományi Társaság – tag

### Tagság szaklapok szerkesztőbizottságában
- 1997–2002: a Magyar Kisebbség című lap szerkesztőbizottsági tagja
- 2000–2002: a Provincia című kétnyelvű lap (román és magyar) szerkesztőbizottsági tagja[1]
- 2006-tól: a Magyar Kisebbség című lap szerkesztője[2]
- 2010-től: Acta Universitatis Sapientiae, European and Regional Studies szerkesztőbizottságának tagja,[3] 2017-től szerkesztője.[4]

## Díjai, elismerései
- MÚRE publicisztikai nívódíj, 2000[5]
- Lőrincz Csaba-díj, 2017[6]
- Szekszárd városának KÖZJÓÉRT díja, 2018[7]
- A Sapientia tiszteletbeli professzora, 2023[8]